# Río Erft
El río Erft es un río de Renania del Norte-Westfalia, afluente izquierdo del río Rin. Tiene una longitud de 106,6 kilómetros desde su nacimiento al pie de las montañas Eifel cerca del municipio de Nettersheim, hasta su desembocadura en el Bajo Rin.